# Clarice Starling
Clarice M. Starling es un personaje de ficción en las novelas The Silence of the Lambs y Hannibal de Thomas Harris. En la adaptación al cine de The Silence of the Lambs interpreta el personaje Jodie Foster, mientras que en la adaptación de Hannibal lo hace Julianne Moore. Clarice Starling, tal como la interpretó Jodie Foster, fue catalogada como la 6.ª más grande protagonista en la historia del cine en la lista 100 años... 100 héroes y villanos del AFI.

## The Silence of the Lambs
En The Silence of the Lambs, Starling tiene 25 años y es estudiante en la Academia del FBI. Espera trabajar en la unidad de las ciencias del comportamiento, persiguiendo a asesinos en serie y al final capturándolos. Su mentor, el director del FBI Jack Crawford, la envía a entrevistar al Dr. Hannibal Lecter, un psiquiatra brillante que resultó ser un asesino en serie caníbal. Él está ingresado en una institución mental de Baltimore. Al llegar al asilo para su primera entrevista con Lecter, Starling es objeto de las crudas y lascivas atenciones del captor de Lecter, el director del asilo Frederick Chilton. Ella lo rechaza, para gran disgusto de él, lo que probablemente ayuda a su lazo con Lecter, que también desprecia a Chilton. Conforme pasa el tiempo, Lecter le da a Starling información sobre Buffalo Bill, el asesino en serie que entonces está siendo perseguido por el FBI, pero solo a cambio de información personal como recuerdos dolorosos (que Crawford le ha advertido expresamente que mantenga en secreto frente a Lecter).
Ella le dice a Lecter que creció en una ciudad pequeña de Virginia Occidental con su padre (un oficial de policía). Cuando ella tenía alrededor de diez años, al padre le pegaron un tiro al ocuparse de un robo. Murió al cabo de un mes del incidente. A Starling la llevaron a vivir a una granja ganadera de Montana, de la que muy pronto se escapó horrorizada cuando fue testigo de que sacrificaban a los corderos. El título del libro se refiere a que ella se ve acosada por los gritos que oyó de los corderos. Starling cree que si puede salvar a la gente de Buffalo Bill, los gritos se pararán.
Pasó el resto de su infancia en un orfanato luterano. Se graduó por la Universidad de Virginia como la primera de la clase y se convirtió en una estudiante estrella de la escuela de formación del FBI (según la película).
Durante la investigación, Starling y Lecter desarrollan una extraña relación entre ellos. Lecter le da claves en forma de crípticos acertijos ideados para ayudar a Starling a averiguarlo por sí misma. Los dos llegan a respetarse, así que cuando Lecter se escapa durante un traslado ideado por Chilton a una prisión estatal en Tennessee, Starling siente que incluso si él es extremadamente peligroso, la respeta lo suficiente para no ir a por ella.
Starling siente que las pistas de Lecter significan que la primera víctima de Buffalo Bill tenía una relación personal con él, y va a casa de la víctima en Belvedere (Ohio), para entrevistar a personas que la conocían. Sin saberlo, tropieza con el propio asesino, Jame Gumb, que vive bajo el alias de "Jack Gordon" cuando se encuentran. Cuando ella ve una mariposa esfinge de la calavera, del mismo raro tipo que Bill mete en las gargantas de cada una de sus víctimas revolotear por la casa, sabe que ha encontrado a Buffalo Bill e intenta arrestarlo. Gumb huye y Starling lo persigue hasta el sótano, donde su última víctima está viva y grita pidiendo ayuda. Gumb apaga la electricidad en el sótano y persigue a Starling a través de las habitaciones usando gafas de visión nocturna. Va a dispararla cuando ella le oye detrás de él y se vuelve, abriendo fuego en la densa oscuridad, matándolo. La víctima es rescatada. 
Semanas más tarde, Lecter escribe a Starling una carta desde una habitación de hotel en algún lugar de Detroit preguntándole si los corderos han dejado de gritar. En la escena final del libro, Starling está durmiendo tranquilamente en una casa de vacaciones de un amigo en la costa de Maryland. El amigo le había explicado a Starling que hay montones de perros para todo el mundo, y que cada persona acabará con dos o tres perros en su cama para mantenerlos calientes.

## Hannibal
En Hannibal, Starling está en la treintena y es una agente del FBI hecha y derecha, aunque su carrera ha sido dificultada por un vengativo superior, Paul Krendler, en el Departamento de Justicia. Después de una operación antidroga fallida en la que ella responde al fuego después de que un líder de la droga use a un niño como rehén (identificado por la prensa como una madre sosteniendo a un niño) le dispara, sus superiores la acusan del desastre , suspendiéndola del servicio activo. Recibe una carta de apoyo de Lecter, quien por entonces, aunque ella no lo sabe, reside en su ciudad favorita, Florencia en Italia. Una de las víctimas de Lecter que ha sobrevivido, el millonario paralizado y vengativo Mason Verger, está buscando a Lecter y ha ofrecido una gran recompensa, que un inspector de policía corrupto de la Florencia llamado Rinaldo Pazzi intenta reclamar cuando deduce la auténtica identidad de Lecter en Florencia, a pesar de las advertencias de Starling de que Lecter es demasiado peligroso para intentar arrestarlo sin un respaldo policial.
Clarice descubre que Lecter está en Florencia e intenta advertir a Pazzi. Como Starling predijo, Lecter sabe la trama que Pazzi tiene contra él, y como resultado, mata a Pazzi. Lecter entonces huye a los Estados Unidos. Al llegar, inmediatamente empieza a seguir a Starling. Ésta, mientras tanto, está siendo acosada en el FBI por varios agentes corruptos, especialmente por Paul Krendler, quien en secreto está ayudando a Verger en su intento de capturar a Lecter. Starling intenta encontrar al Dr. Lecter primero, no sólo para capturarlo, sino también para salvarlo de Verger y Krendler. Krendler idea una trampa para Starling mediante cartas falsificadas de Lecter, en un intento de hacer que el FBI la dispare haciéndoles creer que ella y Lecter tienen una relación íntima secreta. Sólo consiguen que la suspendan, con lo que no tiene poder para detener a los hombres de Verger. Éste captura a Lecter, y planea dárselo a comer a un grupo de cerdos salvajes especialmente entrenados.
Starling es consciente de que Lecter es rehén de Verger, así que intenta salvarlo. Resulta herida en el tiroteo; a Verger lo mata su propia hermana, Margot a quien él ha violado repetidamente de niña, aunque en la adaptación al cine en realidad es asesinado por su médico Cordell. Lecter devuelve la salud a Clarice, planeando en transformarla en una sustituta de su hermana fallecida, Mischa, a través de un régimen de drogas que alteran la mente, lavado de cerebro y condicionamiento operante.
Lecter infravalora hondamente la fuerza de voluntad de Clarice, sin embargo; ella se burla de la devoción de Lecter por su hermana y le dice que él debería sacrificarse a sí mismo "para hacer sitio a Mischa" si realmente la quiere de vuelta. Durante este tiempo, Lecter captura a Krendler, y en una elaborada escena de cena para Starling y él mismo, lleva a cabo una craneotomía sobre Krendler mientras él aún vive, para ir sacando cucharadas de su prosencéfalo salteándolo con limón y alcaparras. La primera cucharada se la da a Krendler, quien responde: "Eso está bastante bien, amigo".
Luego, en la más controvertida secuencia de la novela, la hipnotizada Clarice acepta a Lecter como un sustituto de su difunto padre, y abre su vestido y ofrece su pecho a Lecter. Lecter acepta la oferta de Clarice, y a ella como la sustituta de su amada hermana Mischa, y los dos se hacen amantes. A través de esta muestra física de afecto, ella es capaz de humanizar a Lecter y reprimir sus deseos caníbales. Desaparecen juntos, sólo para ser vistos de nuevo tres años más tarde entrando en el Teatro de Ópera de Buenos Aires por un anterior camillero, Barney, quien se había hecho amigo de Lecter y lo respetaba mientras estaba encarcelado en Baltimore. Barney, temiendo razonablemente por su vida, prudentemente deja Buenos Aires inmediatamente, para no regresar jamás.
- Datos: Q2277080